# Departamento de California
California fue un departamento del Segundo Imperio Mexicano (1863-1865) ubicado al noroeste de México. 
El departamento incluía toda la península de Baja California. No incluía nada de la antigua Alta California (actual estado de California), que fue cedida a los Estados Unidos en 1848. 
Los actuales estados mexicanos de Baja California y Baja California Sur están ubicados donde estaba el departamento. 